# Композиція (драматична)
Композиція (лат. compositio — складання, поєднання, створення, побудова) — це план твору, співвідношення його частин, взаємозв'язок образів, картин, епізодів. У художньому творі повинно бути стільки персонажів, епізодів, сцен, скільки необхідно для розкриття змісту. А. Чехов радив молодим письменникам писати так, щоб читач без пояснень автора — з розмов, дій, вчинків персонажів міг зрозуміти, що відбувається.